# Captive NTFS
Captive NTFS は Linux プログラミングコミュニティのオープンソースプロジェクトであり、ReactOS のコードの一部を使って元々の Microsoft Windows NTFS ファイルシステムドライバ回りの「ソフトウェアラッパー」を作成するために Jan Kratochvil によって始められた。このアプローチを取ることで captive NTFS は NTFS パーティションへの安全な書き込みのサポートを提供することを狙っている。
ntfs-3g がリリースされるまで、Captive NTFS は完全な書き込みをサポートする唯一のフリーな NTFS ドライバだった。
Captive NTFS は法的な理由から配布できない NTFS.SYS を必要とする。NTFS.SYS は（ほとんどの NTFS パーティションが持っている可能性が高い）インストールされた Windows システムから得ることや、ある Microsoft サービスバックから抽出することができる。
2006年1月26日に Jan Kratochvil はパッケージのバージョン 1.1.7 をリリースした。廃止された LUFS (Linux Userland File System) モジュールを FUSE (File System in Userspace) で置き換えることにより、このバージョンは最近の Linux カーネルとの互換性を回復させた。FUSE は Linux 2.6.14 の時点で公式 Linux カーネルに含まれている。

## 代わりとなるもの
2007年の始めの時点で、Captive NTFS は最早 Linux 向けの唯一の安全でフリーな NTFS の読み書き解決策ではない。NTFS-3G はほぼ完全な NTFS の書き込みをサポートする FUSE ベースのドライバであり、Captive NTFS とは異なり、動作にサードパーティーのプロプライエタリなソフトウェアを必要としない。